# Collège des commissaires généraux

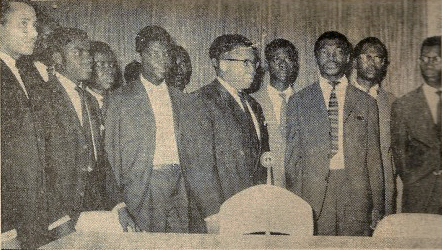
Presidente Joseph Kasa-Vubu (centro) com o Colégio dos Comissários-Gerais.

O Colégio dos Comissários-Gerais (em francês:  Collège des commissaires généraux) foi um órgão de universitários graduados que atuou como o terceiro governo do Congo-Léopoldville (atual República Democrática do Congo) sob a liderança de Albert Ndele de 20 de setembro de 1960 a 3 de outubro de 1960 e Justin Marie Bomboko de 3 de outubro de 1960 a 9 de fevereiro de 1961.

## Antecedentes
Em 24 de junho de 1960, o governo Lumumba foi instalado como o primeiro governo nativo da nova República do Congo. A independência se seguiu em 30 de junho de 1960, mas o governo tornou-se caótico em meio a um motim do exército, desordem e intervenção belga.
Ao longo de agosto de 1960, o presidente Joseph Kasa-Vubu ficou cada vez mais incomodado com o crescente autoritarismo do primeiro-ministro Patrice Lumumba, o colapso na administração e as perspectivas crescentes de guerra civil. Em 5 de setembro, Kasa-Vubu anunciou a revogação do mandato ministerial de Lumumba, juntamente com a demissão do vice-primeiro-ministro Antoine Gizenga, três outros ministros e dois secretários de Estado pela rádio. Ele afirmou que o presidente do Senado, Joseph Iléo, formaria um novo governo. Depois que Lumumba soube da demissão, manteve discussões acaloradas com seus ministros e fez três transmissões, defendendo seu governo e declarando que Kasa-Vubu foi deposto.
Dois dias depois, a Câmara dos Deputados reuniu-se para discutir a ordem de demissão de Kasa-Vubu. A Câmara votou para anular as declarações de demissão de Kasa-Vubu e Lumumba, por 60 a 19. No dia seguinte, o Senado deu ao governo Lumumba um voto de confiança, por 49 a zero e sete abstenções. De acordo com o Artigo 51, o Parlamento recebeu o "privilégio exclusivo" de interpretar a constituição. Em casos de dúvida e controvérsia, os congoleses deveriam originalmente apelar questões constitucionais ao Conseil d'État belga. Com a ruptura das relações em julho, isso não foi mais possível, portanto, nenhuma interpretação ou mediação autorizada estava disponível para trazer uma solução legal para a disputa.

## Golpe de Mobutu
Em 14 de setembro, o Coronel Joseph-Desiré Mobutu anunciou pelo rádio que estava lançando uma 'revolução pacífica' para romper o impasse político e, portanto, neutralizar o presidente, os respectivos governos de Lumumba e Iléo e o Parlamento até 31 de dezembro. Ele afirmou que "técnicos" executariam a administração enquanto os políticos resolviam suas divergências. Em uma coletiva de imprensa subsequente, esclareceu que os graduados universitários congoleses seriam convidados a formar um governo e declarou ainda que todos os países do Bloco Oriental deveriam fechar suas embaixadas. Lumumba e Kasa-Vubu foram surpreendidos pelo golpe.

## Organização e estabelecimento
Em 20 de setembro, Mobutu anunciou a formação do Colégio dosComissários-Gerais sob a presidência de Justin Marie Bomboko. Os soldados expulsaram os políticos remanescentes de seus escritórios. Dos comissários-gerais, Albert Ndele, Joseph Mbeka e Martin Ngwete foram todos chefes de gabinete de um ministro do Governo Lumumba. Damien Kandolo, chefe de gabinete de Lumumba, também foi nomeado comissário. Tanto Thomas Kanza quanto Andrè Mandi, membros do governo de Lumumba, foram convidados a ingressar no Colégio. Embora este último tenha participado das primeiras sessões do Colégio, ambos ficariam perturbados com a inclinação do órgão para com Kasa-Vubu e se recusaram sumariamente a participar da administração. Sua abstenção permitiu que a inclinação anti-Lumumba do governo se agravasse sem restrições. Enquanto isso, o Ministro da Juventude e Esportes de Lumumba, Maurice Mpolo, tentou descredibilizar a nomeação do Colégio, um organismo sem amparo no voto popular, e rivalizou com Mobutu pelo controle do exército.

## Posse
Em 11 de outubro, Kasa-Vubu emitiu um "decreto-lei constitucional" oficializando o estabelecimento do Colégio dos Comissários-Gerais, asseverando seu direito como Chefe de Estado de nomear e demitir seus membros, suspendendo o Parlamento indefinidamente e conferindo ao Colégio toda a autoridade legislativa prescrita ao Parlamento pela Loi Fondementale. Com o tempo, o Colégio viria a trazer a restauração de alguma ordem para a administração que havia sido perdida durante a gestão do Governo Lumumba. Lumumba frequentemente atacava a credibilidade do órgão. À medida que o final do ano se aproximava, Mobutu desistiu de sua promessa de restaurar os processos democráticos após dezembro e postergou o retorno à governança normal indefinidamente.
Em uma tentativa de indicar uma reorientação para a legalidade, o Colégio dos Comissários foi dissolvido por Kasa-Vubu em 9 de fevereiro de 1961 e substituído por um novo gabinete sob Iléo.

## Resultado
Bomboko retornaria ao seu cargo de Ministro das Relações Exteriores.

## Citações
1. ↑  «Drive Pushed by Mobutu». The Bridgeport Post. 21 de setembro de 1960
2. ↑  «Rival State Plans Made». The Baltimore Sun. 4 de outubro de 1960
3. ↑  Gerard & Kuklick 2015, p. 94.
4. ↑  Kanza 1994, p. 286.
5. ↑  Gerard & Kuklick 2015, p. 96.
6. ↑  Kanza 1994, p. 292.
7. ↑  Willame 1990, p. 400.
8. ↑  Okumu 1963, p. 186.
9. ↑  Young 1966, p. 36.
10. 1 2  Hoskyns 1965, p. 214.
11. ↑  Hoskyns 1965, p. 239.
12. ↑  Gran 1979, p. 73.
13. ↑  Kanza 1994, p. 320.
14. 1 2  Kalanda, Mabika (28 de julho de 1992). «Les Commissaires Généraux : Identité et rôle historique». Le Phare (em francês) (156). p. 4
15. 1 2  Hoskyns 1965, p. 238.
16. ↑  Gerard & Kuklick 2015, p. 198.
17. ↑  Abi-Saab 1978, p. 77.
18. ↑  Young 1965, p. 334.
19. ↑  Hoskyns 1965, p. 274.
20. 1 2  Hoskyns 1965, pp. 314–315.